# 多瓣糙果茶
多瓣糙果茶（学名：Camellia polypetala）是山茶科山茶属的植物。分布在中国大陆的广东等地，生长于海拔250米的地区，见于溪边，目前尚未由人工引种栽培。